# Southampton (Nueva York)
Para la villa con el mismo nombre, véase; Southampton.
Southampton es un pueblo ubicado en el condado de Suffolk en el estado estadounidense de Nueva York. En el año 2000 tenía una población de 54,712 habitantes y una densidad poblacional de 152,1 personas por km². Es conocido por la presencia del campus de Southampton de la Universidad de Stony Brook y porque su área costera forma parte de Los Hamptons, donde se hallan algunas de las residencias vacacionales más caras de Nueva York y de los Estados Unidos.

## Geografía
Según la Oficina del Censo, la ciudad tiene un área total de 765,6 km² (295,6 mi²), de la cual 359,7 km² (138,9 mi²) es tierra y 405,9 km² (156,7 mi²) (53.02%) es agua.

## Demografía
Según la Oficina del Censo en 2007 los ingresos medios por hogar en la localidad eran de $53,887, y los ingresos medios por familia eran $65,144. Los hombres tenían unos ingresos medios de $47,167 frente a los $32,054 para las mujeres. La renta per cápita para la localidad era de $31,320. Alrededor del 8.3% de la población estaban por debajo del umbral de pobreza. Su área costera forma parte de Los Hamptons, donde se encuentran algunas de las residencias vacacionales más caras de Nueva York y de los Estados Unidos.